# Arcadia, Oklahoma
Arcadia är en kommun (town) i Oklahoma County i Oklahoma.  Vid 2010 års folkräkning hade Arcadia 247 invånare.